# Maria Szymanowska
Maria Szymanowska, rodným jménem Marianna Agata Wołowska (14. prosince 1789 Varšava – 25. července 1831 Petrohrad) byla polská hudební skladatelka a klavíristka.

## Životopis
Narodila se v bohaté šlechtické rodině. Od malička projevovala hudební talent, na jejím formování se podíleli Antoni Lisowski a Tomasz Gremm, pokud jde o klavír, v oboru skladby pak Franciszek Lessel, Józef Elsner a Karol Kurpiński. Prvně veřejně vystoupila roku 1810, ve Varšavě a krátce na to v Paříži. Roku 1815 se stala profesionálním klavírním virtuózem, jedním z prvních v Evropě, navíc prvním, kdo hrál koncerty bez not, zpaměti. Roku 1822 zahájila koncertní turné po Rusku. Mělo obrovský úspěch a na jeden koncert přišel i car Alexandr. Během evropského turné v roce 1823 hrála i v Karlových Varech a Mariánských Lázních. Tehdy se také spřátelila s českým skladatelem Václavem Janem Křtitelem Tomáškem, ale během tohoto turné, při němž byla prezentována již jako zářivá hvězda evropské hudby, se setkala i s mnoha dalšími osobnostmi: Johannem Wolfgangem Goethem, Felixem Mendellssohnem-Bartholdym, Gioachino Rossinim, či krajanem Michałem Kleofasem Ogińskim. To již často hrála i vlastní skladby, komponovala zejména mazurky, polonézy, valčíky, nokturna a etudy, které bývají označovány za první vzory hudby Chopinovy. Vytvořila přes 100 klavírních skladeb. Roku 1827 se rozhodla natrvalo přesídlit do Ruska, kde byla jmenována carskou dvorní umělkyní. Čtyři roky poté se však stala obětí epidemie cholery. Její dcera Cecylia si později vzala za muže spisovatele Adama Mickiewicze.